# Club Béisbol Viladecans
El Club Béisbol Viladecans es un club de béisbol y sófbol español de la ciudad de Viladecans, provincia de Barcelona.
Fue el dominador histórico de la Liga española de béisbol en los años 80 y 90, con 21 títulos conseguidos de forma consecutiva entre los años 1982 y 2002, y de la Liga Nacional de Sófbol, con 10 títulos.

## Historia
El CB Viladecans se fundó en el año 1890 para promover la difusión de este deporte en Cataluña. Durante los primeros años su actividad fue la de difundir este deporte con actos promocionales y algunos partidos amistosos. La primera competición oficial en la que participó fue en el año 1954. El primer título lo consiguió en 1957, ganando el trofeo Radio Ciudad de Barcelona.
En el año 1979 inicia su actividad la sección femenina con la práctica del sófbol, proclamándose campeonas de España júnior en 1986 y de liga en 1992.
El equipo masculino gana en 1982 por primera vez la liga española y la Copa del Rey. Tan solo fue el inicio de una gran época que duró 21 años revalidando el título de liga de forma consecutiva hasta el año 2002. A nivel internacional es un asiduo participante de competiciones internacionales, consiguiendo una cuarta posición en la Copa de Europa en el año 2001 como mejor clasificación.
En el año 1987 se inauguró el campo municipal de béisbol de Viladecans, el cual después de algunas mejoras fue subsede olímpica y albergó partidos de clasificación además de una de las semifinales de los Juegos Olímpicos de Barcelona 1992. También se han disputado la Copa Intercontinental de 1991 y 1997 y las Copas de Europa de 1989, 1994, 1998 y 2007.
En la actualidad el Club tiene todas las categorías en béisbol y sófbol y más de 450 jugadores/as:
- Sénior Béisbol División de Honor Nacional
- Sénior Sófbol Femenino División de Honor Nacional
- Sénior Béisbol 1.ª División Nacional (Grupo Cataluña)
- Juvenil Béisbol
- Juvenil Sófbol
- Cadete Béisbol
- Cadete Sófbol
- Infantil Béisbol
- Alevín Béisbol
- Benjamín Béisbol
- Legendarios: Equipo de veteranos

## Uniforme
Uniformidad oficial:
- Como local
  - Chaquetilla negra, pantalón blanco, medias negras y gorra negra.
- Como visitante
  - Chaquetilla amarilla, pantalón blanco, medias negras y gorra negra.

## Mascota
La macota del club es un perro dálmata con un bate de béisbol.

## Palmarés

### Torneos nacionales
- 21 campeonatos de Liga española de béisbol:

(1982, 1983, 1984, 1985, 1986, 1987, 1988, 1989, 1990, 1991, 1992, 1993, 1994, 1995, 1996, 1997, 1998, 1999, 2000, 2001 y 2002)
- 10 campeonatos de Liga española de sófbol:

(1992, 1997, 2000, 2001, 2002, 2003, 2004, 2005, 2006 y 2007)
- 1 Campeonato de España de béisbol de segunda categoría (1967).

- Campeonatos de España:
- 2014 Campeonato de España Juvenil Sófbol
- 2014 Serie Nacional Cadete Béisbol
- 2013 Campeonato de España Juvenil Sófbol
- 2012 Campeonato de España Juvenil Sófbol
- 2011 Campeonato de España Cadete Sófbol